# 宇野主水
宇野 主水（うの もんど、生没年不詳）は、16世紀後期の本願寺門主顕如に仕えた右筆。『宇野主水日記』を記したことで知られる。

## 生涯
『宇野主水日記』記載事項以外で知られている事績は多くない。顕如に側近として仕えており、天正8年（1580年）には、石山合戦の講和のため織田信長と顕如が取り交わした文書を一時保管した。
天正11年（1583年）7月4日、顕如が貝塚に到着（これより「貝塚御座所日記」の記録が始まる）。
天正13年（1585年）8月25日に貝塚の私宅を引き払い、秀吉から寺地を与えられた大坂郊外の摂津中島（天満本願寺）に顕如らとともに移転。
教如（東本願寺）に側近として仕えた宇野新蔵は子。新蔵も本願寺の記録として『宇野新蔵覚書』を残した。

## 宇野主水日記
宇野主水日記（うのもんどにっき）は、宇野主水が記した天正8年（1580年）から天正14年（1586年）までの記録。

### 書誌
『宇野主水日記』は以下3種の記録の総称である（題名は『大系真宗史料』による）。
「鷺森日記」
天正8年（1580年）4月から天正11年（1583年）6月まで。紀伊国鷺森御坊での記録。別題「天正日記」。
天保14年（1843年）に西本願寺の書庫から証如の日記（『天文日記』。別題に「証如上人日記」など）とともに発見された。本文は天正10年（1582年）正月に始まり天正11年（1583年）4月までがおおむね時系列に沿って記してあるが、「前後次第不同」「前後不論思出次第注之」として順不同の追記がある。
「貝塚御座所日記」
天正11年（1583年）7月から天正14年（1586年）11月まで。和泉国貝塚御坊および大坂天満本願寺での記録。別題「顕如上人貝塚御座所日記」、「貝塚天満御移位之記」、「宇野主水記」。
真宗大谷派（東本願寺）所蔵。
「貝塚御座所雑記」
上記と同じ時期の記録。別題「顕如上人貝塚御座所雑記」、「雑記」。
真宗大谷派（東本願寺）所蔵。
明治時代に近藤瓶城によって編纂された『改定史籍集覧』に「貝塚御座所日記」の部分が「宇野主水記」として収録されている。底本は東京帝国大学所蔵の写本で、もとは貝塚の医家である新川家が所蔵していたものを写したものであるという。
1926年、本願寺津村別院が刊行した『津村別院誌』に「鷺森日記」が翻刻収録された。この際、それまで「天正日記」と称されていたこの史料に「鷺森日記」のタイトルが付けられた。
1930年に刊行された『石山本願寺日記』に「鷺森日記」「顕如上人貝塚御座所日記」「雑記」として収録されている。『石山本願寺日記』はこれら宇野主水の日記のほか、証如の日記である「証如上人日記（天文日記）」、実従（蓮如の末子）の日記である「私心記」、および「証如上人書札案」「顕如上人文案」を収めた史料集である。北西弘編『真宗史料集成 第3巻 一向一揆』（同朋舎、1979年）に『石山本願寺日記』全体が収録されている。
近年の刊本では、2016年に刊行された『大系真宗史料 文書記録編14 東西分派』（法蔵館）に「鷺森日記」「貝塚御座所日記」「貝塚御座所雑記」として収録されている。

### 内容
顕如の石山本願寺退去（1580年）、本能寺の変（1582年）、豊臣秀吉の紀州征伐・関白就任（1585年）、顕如の天満本願寺への移動（1585年）といった出来事のあった時期の記録である。激動する政治情勢、門主一族の内部対立といった政治史的な記録のほか、さまざまな風説や、災害なども記録する。
顕如の側近として豊臣秀吉・徳川家康をはじめとする多くの武将や、千利休・今井宗久ら堺商人とも交渉を持ち、「音信」「御礼」といった名目でさまざまな物品の贈答を行った。また、幸若舞や能、茶会の記録など、文化史の面でも注目される。